# ビ・メーク
株式会社ビ・メークは、エステティックサロンなどを運営する企業。日本エステティック業協会 (AEA) 加盟。

## 概要
日本全国でトータルエステティックサロン「VAN-VEAL」（ヴァン・ベール）41店舗を展開するほか、VAN-VEALブランドによる会員制スキンケア・ボディケア用品通販サイトやAEA認定エステティシャン養成学校「ヴァン・ベールエステティックスクール」の運営を行っている。

## 沿革
- 1983年 - 個人事業により広島県広島市に1号店となる「広島店」をオープン。
- 1992年 - 山口県周南市に2号店となる「徳山店」をオープンし全国展開を開始
- 2002年 - 「株式会社ビ・メーク」を設立し法人化。
- 2004年 - ビューティーEXPO　2004出展